# Über-ich
Het Über-ich, ook het superego genoemd, functioneert in de theorieën van Sigmund Freud als een censurerende kracht ten opzichte van het Es. Het ontstaat door een identificatieproces met de sanctionerende (= belonende en straffende) ouders. De ouderlijke attitudes en gedragsregels worden overgenomen (= introjectie), voornamelijk gedurende de fallische fase. Het Über-ich is dus het innerlijke, verbiedende aspect van de persoonlijkheid (= geweten).
Tegelijk met het overnemen van de verboden uit de buitenwereld neemt het kind ook gevoelens en handelingen van de buitenwereld over die het zou willen evenaren. Dit deel van de persoonlijkheid wordt ook wel het ich-ideaal genoemd. Freud gebruikte de twee termen door elkaar. Het Über-ich geeft dus de moraal weer en de idealen die het individu wil bereiken. Het vormt de neerslag van de cultuurnormen in het individu. Dankzij het Über-ich weet het individu wat goed en kwaad is.
Het Über-ich is ook verantwoordelijk voor gevoelens van schuld en schaamte. Het Über-ich is zowel met het Es als met het Ich in conflict. Het kan zowel op het bewust als op het onbewust niveau functioneren. Het Über-ich op het bewuste niveau is bijvoorbeeld dat iemand een bepaalde handeling niet doet, omdat diegene van oordeel is dat die handeling in strijd zou zijn met de morele normen. Het Über-ich op het onbewust niveau is bijvoorbeeld dat een bepaalde begeerte niet in het bewustzijn komt, doordat ze reeds door de gewetensfunctie van het Über-ich geblokkeerd werd in het onbewuste.